# Jack (téléfilm)
Pour les articles homonymes, voir Jack.
 (février 2014).
Si vous disposez d'ouvrages ou d'articles de référence ou si vous connaissez des sites web de qualité traitant du thème abordé ici, merci de compléter l'article en donnant les références utiles à sa vérifiabilité et en les liant à la section « Notes et références ».
Pour plus de détails, voir Fiche technique et Distribution.
Jack (La Vie de Jack Layton au Québec) est un téléfilm canadien réalisé par Jeff Woolnough, co-écrit par Shelley Eriksen et Andrew Wreggitt et qui a été diffusé le dimanche 10 mars 2013 sur le réseau CBC. En 2012, le téléfilm a pour titre original Smilin' Jack: The Jack Layton Story (littéralement Jack le souriant : l'histoire de Jack Layton) et il relate la vie du politicien Jack Layton, chef du Nouveau Parti démocratique.
Le téléfilm utilise la musique Rise Up (en) du groupe The Parachute Club (en) de 1983, comme générique de début car cette musique a pendant longtemps été l'hymne non officielle du Nouveau Parti démocratique.
Rick Roberts et Sook-Yin Lee sont nommés lors des prix Écrans canadiens pour leurs performances lors de la 2e cérémonie des prix Écrans canadiens. Roberts y est nommé en tant que meilleur acteur principal et Lee en tant que meilleure actrice principale de téléfilm ou de mini-série.

## Synopsis
Le téléfilm relate la vie du politicien Jack Layton, chef du Nouveau Parti démocratique et de son succès lors de l'élection fédérale du lundi 2 mai 2011.

## Distribution
- Rick Roberts (en) (VQ : Sébastien Dhavernas) : Jack Layton
- Sook-Yin Lee (VQ : Hélène Mondoux) : Olivia Chow
- Zachary Bennett (VQ : Éric Bruneau) : Brad Lavigne (en)
- Joel S. Keller (VQ : Jean-François Beaupré) : Karl Bélanger (en)
- Wendy Crewson (VQ : Pascale Montreuil) : Anne McGrath (en)
- Judah Katz (VQ : Yves Soutière) : Brian Topp
- Victoria Snow (en) (VQ : Madeleine Arsenault) : Nancy Layton
- Diana Ha : Ho Sze
- Erin Karpluk (VQ : Catherine Proulx-Lemay) : Alison
- Brittany Scobie : Sarah Layton
- Conrad Sweatman : Michael
- Ernie Pitts : agent de la GRC #1
- Will Woytowich : agent de la GRC #2
- Bryan Clark : Dan Leckie
- Maxine Gibson Bruce : Sarah, 13 ans
- Mitchell Kummen : Michael, 11 ans
- Candace Smith : Nurse
- Brian Yasui : Journaliste #2
- Aaron Hughes : un homme en colère
- Charles Adler : voix de la radio
- James Juce : un homme sans-anri
- Adam Hurtig : un gai
- Omar Alex Khan : modérateur
- Gabriel Gosselin : André Perrault
- Paul Essiembre : Dougie
- Robin Ruel	: Infirmière #2
- Pierre H. Bohemier	: spectateur
- Robert Robidoux : fan
- Paul Magel	: un chirurgien
- Alicia Johnston : Journaliste #3
- Rebecca Gibson : Le supérieur
- Megan MacArton : Une femme de supérieur
- Joyce Krenz : La dame qui porte son sac
- Serena Kaschor-Mancusi : Béatrice
- Edgar Governo : Un travailleur de la campagne du NPD
- Chantal Hébert : elle-même
- Jan Skene : Président
- Karen Tusa	: Membre du NPD (non crédité)

 Source et légende : version québécoise (VQ) sur Doublage.qc.ca

## Autour du film
- Le téléfilm a été tourné à Winnipeg au Manitoba
- Le téléfilm a été projeté le samedi 24 août 2013, à l'invitation officielle du NPD et dans une seule langue officielle, ne permettant qu'aux seuls Anglo-Québécois d’en apprendre un peu plus sur la vie du défunt chef[3], malgré le fait que 57 des 103 députés néo-démocrates proviennent du Québec et que 69,0 % de la population de la circonscription où a lieu la projection soient francophones[4]. Au moins, le téléfilm a été doublé au Québec sous le titre La Vie de Jack Layton et diffusée le mardi 1er avril 2014 sur le réseau TVA.